# .to
.to es el dominio de nivel superior geográfico (ccTLD) para Tonga.